# Задужбина Раде и Милана Вукићевића
Задужбина Раде и Милана Вукићевића се налази у Београду, а циљ јој је стипендирање и унапређење здравства студената Универзитету у Београду. Оснивач је Милан Вукићевић (1869-1941.година) , тестаментом из 1941.  Фондација се гаси после Другог светског рата 1945. године, да би поново била обновљена 1995. године решењем Министарства културе Републике Србије.

## Историјат и рад задужбине
Милан Вукићевић био је српски правник и чиновник, године 1941. у свом тестаменту оставља граду Београду две куће и тридесет и осам станова на подручију Београдске општине Врачар. Вукићевић у тестаменту оставља кућу и зграду са двадесет два стана, у улици Генерал Жданова 9, и дворишну кућу и зграду са шеснаест станова на адреси Рузвелтова 20 укупне површине од 2735 метара квадратних. Данас ова имовина припада Београдском универзитету. Након завршетка рата 1945. године задужбина престаје са радом, да би 1995. године по одлуци Министарства културе била обновљена. Од тада се средства задужбине користе за доделу 15 стипендија на годишњем нивоу студентима Београдског универзитета, користи се за унапређивање рада Завода за здравствену заштиту студената, коришћењем средстава учествује се у покривању трошкова лечења и опоравка студената. Такође, средства задужбине се користе и у едукативне сврхе, односно за едукацију у здравству студената и запослених на Универзитету.
Поред зграда остављених Универзитету у Београду, Пољопривредном факултету у Београду Рада и Милан Вукићевић су у Тестаменту оставили и плац од 86 хектара, које данас функционише као огледно природно добро, названо је Радмиловац у част Раде Вукићевић.

## Црква Светог архангела Гаврила
Поред зграда остављених Универзитету у Београду, Рада и Милан Вукићевић су иза себе оставили и Цркву Светог архангела Гаврила у Хумској улици изградња цркве започета је 1937. а завршена 1939. године. Црква је грађена у српско-византијском стилу, по пројекту архитекте и сликара Григорија Самојлова.  Мошти Светог Пантелејмона премештена  су у цркву 1946. године, где се такође чувају и посмртни остаци Раде и Милана Вукићевића. Од 2014. године, срква је указом патријарха Иринеја проглашена у цркву за духовне потребе припадника Војске Србије.